# Параграф 22 (логика)
Вижте пояснителната страница за други значения на Параграф 22.
Параграф 22 (на английски: Catch-22, буквален превод уловка 22) е парадоксална ситуация, от която индивидът не може да излезе поради противоречащи си правила. Тези парадокси често са резултат от правила, наредби или процедури, на които индивидът е предмет, но и над които няма никакъв контрол, защото да се бориш с правилата означава да ги приемеш. Една конотация на термина е, че създателите на „параграф 22“ са създали произволни правила, за да оправдаят и прикрият своята злоупотреба с властта.

## Произход и значение
Терминът е въведен от писателя Джоузеф Хелър в романа му от 1961 г. „Параграф 22“, в който се описват абсурдните бюрократични ограничения към войниците по време на Втората световна война.
В романа главният герой, летецът Йосарян, се опитва да избегне убийствените полети, като иска да бъде освидетелстван за умствена непригодност. Според армейския психиатър доктор Даника обаче, самото искане е проява на здрав разум и затова не може отправилият искането да бъде обявен за луд.
В различни места на романа са описани подобни парадокси, които правят израза идиоматичен.